# Eritreisch-osttimoresische Beziehungen
Die Eritreisch-osttimoresische Beziehungen beschreiben das zwischenstaatliche Verhältnis von Eritrea und Osttimor.

## Geschichte

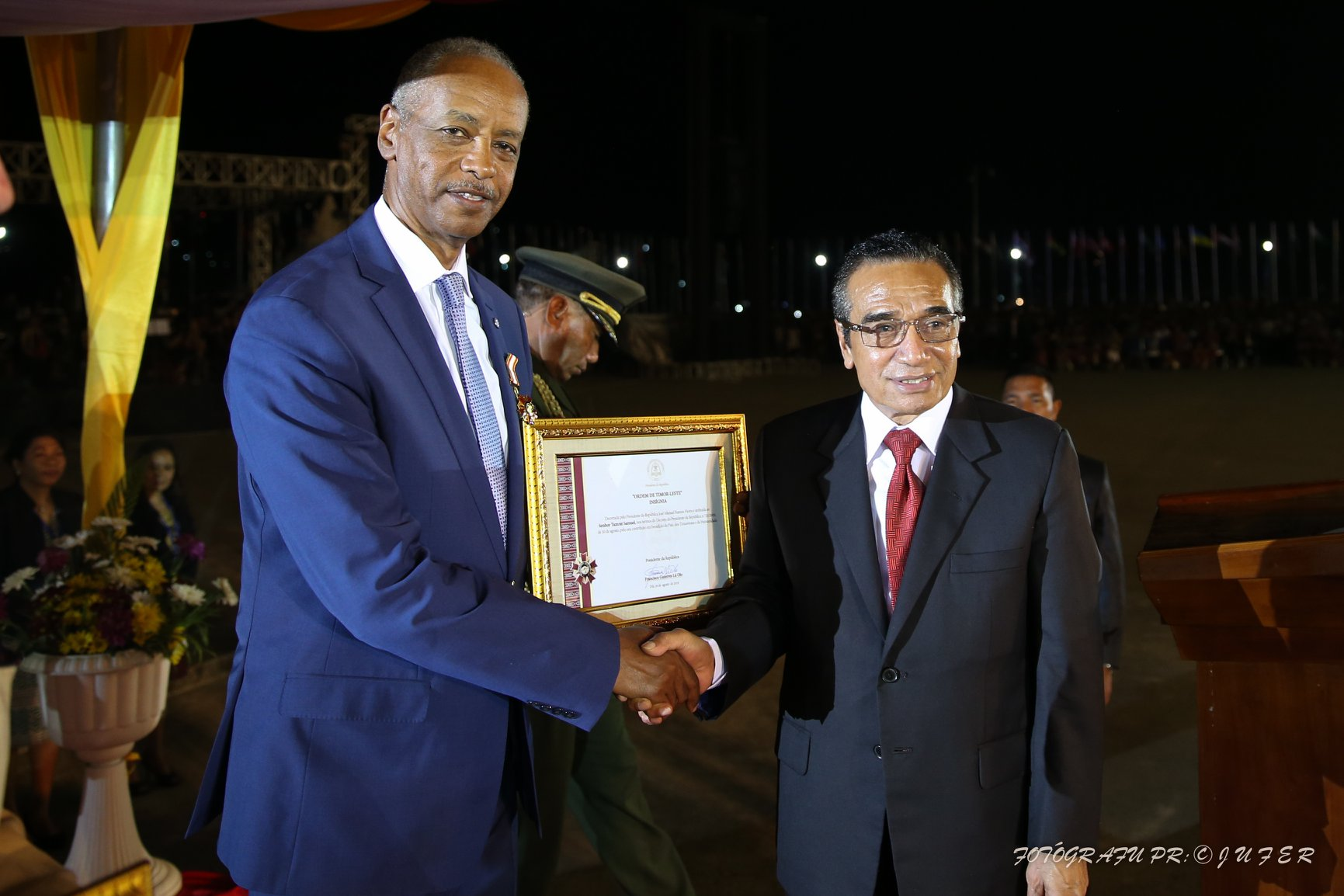
Tamrat Samuel und Osttimors Staatspräsident Francisco Guterres (2019)

Der bei den Vereinten Nationen arbeitende eritreische Diplomat Tamrat Samuel war maßgeblich an den Verhandlungen zwischen Portugal und Indonesien zur Zukunft Osttimors beteiligt. Von 1994 bis 1998 organisierte und moderierte er fünf Runden des allumfassenden inner-osttimoresischen Dialogs. Während des Unabhängigkeitsreferendums in Osttimor 1999 leitete Samuel das Büro der Mission der Vereinten Nationen in Osttimor (UNAMET) in Jakarta.
Beide Staaten gehören zur Bewegung der Blockfreien Staaten, zur AKP-Gruppe und zur Gruppe der 77.

## Diplomatie
Die beiden Staaten verfügen über keine diplomatischen Vertretungen im jeweils anderen Land.

## Einreisebestimmungen
Osttimoresische Staatsbürger brauchen für Eritrea ein Visum. Eritreer erhalten bei ihrer Ankunft in Osttimor ein Touristenvisum.

## Wirtschaft
Für 2018 gibt das Statistische Amt Osttimors keine Handelsbeziehungen zwischen Eritrea und Osttimor an.